# Оборонний провулок (Київ)
Оборо́нний прову́лок — провулок у Солом'янському районі міста Києва, місцевість Олександрівська слобідка. Пролягає від Народної вулиці до тупика. 
Прилучається вулиця Миколи Лукаша.

## Історія
Оборонний провулок виник у середині ХХ століття під назвою Нова́ вулиця. Сучасна назва — з 1955 року.